# Bahiella infundibuliflora
Bahiella infundibuliflora är en oleanderväxtart som beskrevs av J.F.Morales. Bahiella infundibuliflora ingår i släktet Bahiella och familjen oleanderväxter. Inga underarter finns listade i Catalogue of Life.